# Хенри, Борис
Борис Хенри (нем. Boris Henry; род. 14 декабря 1973, Фёльклинген), также известный по фамилии Обергфёлль (нем. Obergföll) — немецкий легкоатлет, специалист по метанию копья. Выступал за сборную Германии по лёгкой атлетике в 1992—2004 годах, обладатель двух бронзовых медалей чемпионатов мира, бронзовый призёр чемпионата Европы, шестикратный чемпион Германии в метании копья, участник трёх летних Олимпийских игр. Тренер по лёгкой атлетике.

## Биография
Борис Хенри родился 14 декабря 1973 года в городе Фёльклинген, Западная Германия.
Занимался лёгкой атлетикой в Саарбрюккене в местном клубе SV Saar 05, проходил подготовку под руководством тренера Клауса Бартоница.
Впервые заявил о себе на международном уровне в сезоне 1992 года, когда вошёл в состав немецкой национальной сборной и выступил на юниорском мировом первенстве в Сеуле, где в зачёте метания копья стал серебряным призёром.
В 1993 году принимал участие в чемпионате мира в Штутгарте, с результатом 77,42 в финал не вышел.
В 1994 году занял 11-е место на чемпионате Европы в Хельсинки (76,88).
В 1995 году впервые стал чемпионом Германии в метании копья, получил бронзовую награду на чемпионате мира в Гётеборге (86,08), одержал победу на Всемирных военных играх в Риме (84,80).
Благодаря череде удачных выступлений удостоился права защищать честь страны на летних Олимпийских играх 1996 года в Атланте — в программе метания копья показал результат 85,68 метра, с которым расположился в итоговом протоколе на пятой строке.
В 1997 году был третьим на Кубке Европы в Мюнхене (85,42), шестым на чемпионате мира в Афинах (84,54), вторым на Финале Гран-при IAAF в Фукуоке (86,76).
На Кубке Европы 1998 года в Санкт-Петербурге с результатом 84,77 метра превзошёл всех соперников в метании копья и вместе со своими соотечественниками стал вторым в мужском командном зачёте.
В 1999 году занял шестое место на чемпионате мира в Севилье (85,43), победил на Всемирных военных играх в Загребе (85,69).
В 2000 году стал третьим на Кубке Европы в Гейтсхеде (82,83) и восьмым на Олимпийских играх в Сиднее (85,78).
После сиднейской Олимпиады Хенри остался действующим спортсменом на ещё один олимпийский цикл и продолжил принимать участие в крупнейших международных стартах. Так, в 2001 году он показал шестой результат на чемпионате мира в Эдмонтоне (85,52), пятый результат на Играх доброй воли в Брисбене (82,34), третий результат на Финале Гран-при IAAF в Мельбурне (85,43).
В 2002 году стал третьим на Кубке Европы в Анси (83,90) и на чемпионате Европы в Мюнхене (85,33), тогда как на Кубке мира в Мадриде с результатом 81,60 метра был вторым.
В 2003 году добавил в послужной список бронзовую награду, полученную на чемпионате мира в Париже (84,74).
Находился в стартовом листе Олимпийских игр 2004 года в Афинах, но в итоге на старт здесь не вышел.
Завершил спортивную карьеру по окончании сезона 2006 года.
Проявил себя на тренерском поприще. С 2013 года женат на известной немецкой метательнице копья Кристине Обергфёлль, взял себе её фамилию.